# Skyros

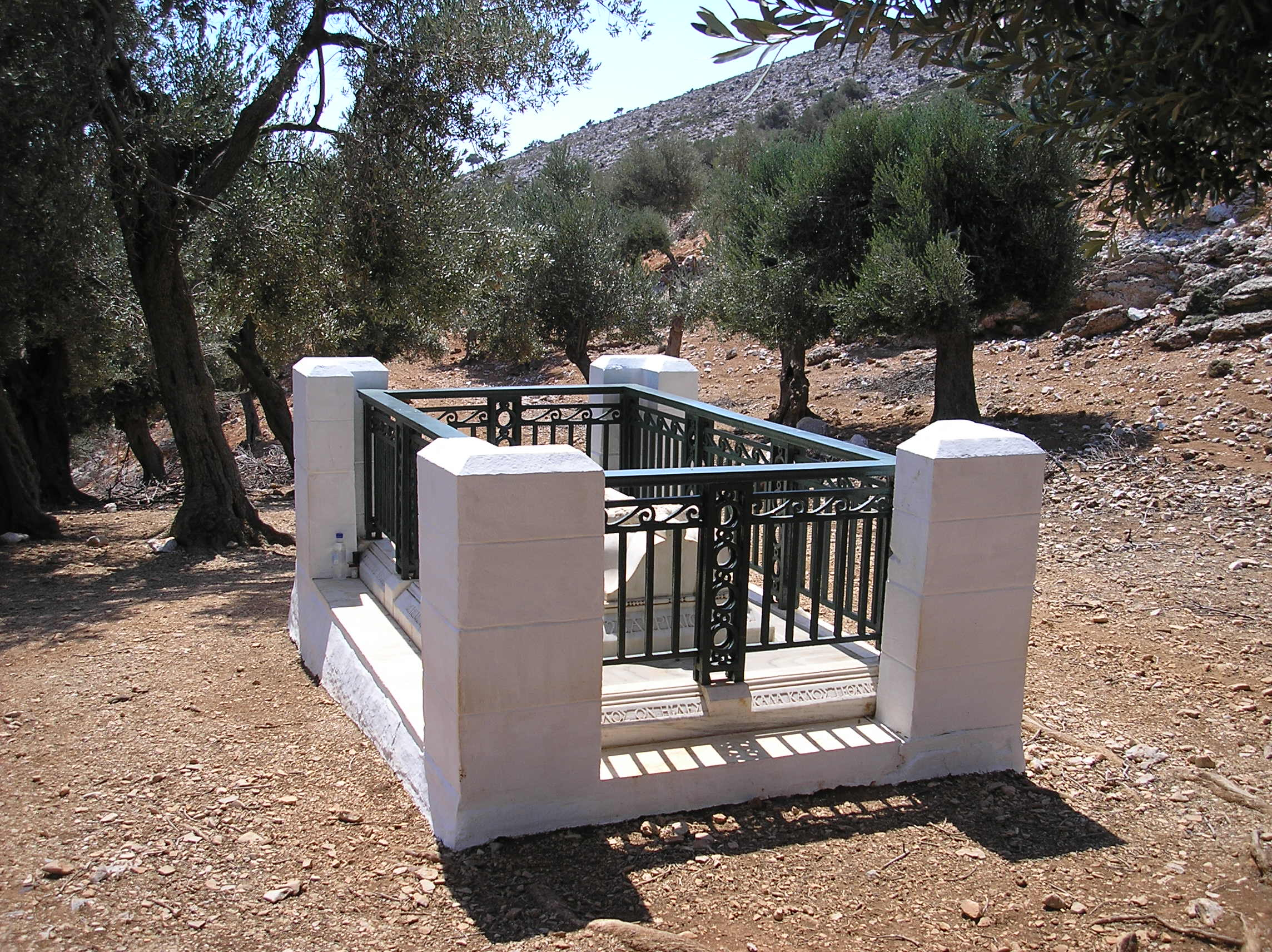
Rupert Brookes grav

Skyros (grekiska: Σκύρος) är den sydligaste ön i den grekiska ögruppen Sporaderna, nästan mitt i Egeiska havet, 37 km nordöst om Euboia. Med en yta på 209 km² är det den största av Sporaderna och har en befolkning på omkring 3.000 invånare (2003). Skyros tillhör regionen Grekiska fastlandet.
Under andra årtusendet före Kristus och strax därefter var ön känd som "Magneternas ö", där magneterna bodde.

## Geografi
Skyros utgörs av två genom ett näs förbundna delar. Norra delen av ön täcks av skog och där finns dess högsta punkt Olympusberget (792 meter), medan den södra, som domineras av berget Kochila, är kal och stenig. På ön finns god tillgång av marmor med färgad ådring.
Skyros huvudstad heter också Skyros (även lokalt känd under namnet Chora). Den ligger nu liksom i forntiden på östra sidan av öns nordvästra del, och i dess närhet finns hamnen Achilleios (nu Achili). Huvudhamnen, på västsidan av ön, är Linaria. På ön finns ett slott (kastro) som går tillbaka till den venetianska ockupationen (1200- till 1400-talet), ett bysantinskt kloster (Sankt Georgs kloster), den engelske poeten Rupert Brookes grav i Tris Boukes hamn och den arkeologiska utgrävningsplatsen Palamari från bronsåldern. Det finns många stränder vid kusterna och dessutom har ön sin egen ponnyras.
Skyros nås via färja från Kými på Euboia. Söder och sydväst om ön ligger fyra mindre öar: Skyropoula, Erinia, Valaxa och Sarakino.

## Historia
Som Skyros äldsta invånare nämns pelasger, karer och doloper, och ön kallades därför i forntiden Pelasgia eller Dolopia. Enligt sagan behärskades doloperna under tiden närmast före Trojanska kriget av konung Lykomedes, hos vilken Akilles någon tid lär ha vistats. Med Deidameia, en dotter till Lykomedes, var han fader till Neoptolemos. Först yngre sagor vet berätta hur Akilles, för att undgå att delta i Trojanska kriget, i kvinnokläder dolde sig bland konung Lykomedes döttrar. Enligt den attiska sagan var det även på Skyros som Akilles hämnades mordet på Theseus, som ska ha ägt rum på ön.
475 f.Kr. avsändes en expedition under ledning av Kimon till Skyros, dels för att göra slut på det av dess invånare sedan lång tid tillbaka bedrivna sjöröveriet och lägga ön under Atens välde, dels för att enligt det delfiska oraklets maning uppsöka Theseus ben och föra dem till Aten. Kimon hävdade, att han hade hittat Theseus kvarlevor på ön och återbördade dem till Aten, och Skyros blev en del av det attiska sjöförbundet, vilket senare blev det atenska imperiet.
Från denna tid räknades Skyros som Atens lagliga besittning och respekterades som sådan även i den antalkidiska freden år 387 f.Kr. 340 f.Kr. tog makedonierna över ön och härskade över den till 192 f.Kr., då de romerska och makedoniska styrkorna under Filip V återbördade den till Aten.
Under korstågsperioden innehades Skyros en längre tid av frankiska riddare under bysantinsk överhöghet, och ställde sig vid turkarnas framträngande under Republiken Venedigs skydd. Kort efter Konstantinopels erövring 1453 intogs det dock av turkarna och införlivades med deras rike.

## Befolkning
| 1981 | 2.757 |  |
| 1991 | 1.806 |  |
| 2001 | 2.602 |  |
| 2003 | 3.000 |  |